# Evsey D. Domar
Evsey David Domar (russisch Евсей Дейвид Домар, geboren als Jewsej Dawidowitsch Domaschewizki, Евсей Давидович Домашевицкий; * 16. April 1914 in Lodsch; † 1. April 1997 in Concord, Massachusetts) war ein US-amerikanischer Wirtschaftswissenschaftler.

## Leben
Evsey Domar wuchs in der Äußeren Mandschurei in Russland auf. 1936 wanderte er in die Vereinigten Staaten aus. 1939 schloss er sein Studium an der Universität von Kalifornien ab und wurde 1947 promoviert. Er war Professor am Carnegie Institute of Technology, an der University of Chicago, an der Johns Hopkins University und von 1957 bis zu seinem Ruhestand am MIT. 1962 wurde er in die American Academy of Arts and Sciences gewählt.
Domar äußerte bereits 1946 Kritik am Gleichgewicht bei Unterbeschäftigung des Keynesianismus. Berühmt wurde er durch das nach ihm benannte Domar-Paradoxon, das auf dem Doppelcharakter der Investitionen beruht.
Domars Wachstumstheorie weist Ähnlichkeiten zu der Harrods auf und ist als Harrod-Domar-Modell bekannt.

## Schriften (Auswahl)
Aufsätze
- The Burden of Debt and National Income. In: The American Economic Review, Bd. 34 (1944), S. 798–827, ISSN 0002-8282.
- Capital expansion, Rate of Growth and Employment In: Econometrica, Bd. 14 (1946), S. 137–250, ISSN 0012-9682
  - deutsche Übersetzung: Kapitalexpansion, Wachstumsrate und Beschäftigung. In: Heinz König (Hrsg.): Wachstum und Entwicklung der Wirtschaft (Neue wissenschaftliche Bibliothek; Bd. 23). Kiepenheuer & Witsch, Köln 1968, S. 55–66.

Monographien
- Essays in the theory of economic growth. OUP, New York 1966 (EA New York 1957).
- Capitalism, socialism, and serfdom. Cambridge University Press, Cambridge 1989, ISBN 0-521-37091-4.